# Lejos de casa: éxodo venezolano
Lejos de casa: éxodo venezolano es una película dramática venezolana de 2020 dirigida por Abner Ramírez. La película trata sobre la diáspora venezolana durante la crisis en Venezuela, incluyendo a los jóvenes que abandonan el país en busca de un mejor futuro.

## Trama
Samuel es un joven venezolano que toma un autobús a Chile, donde emigra para encontrar la estabilidad que no encuentra en su propio país, Venezuela.
Al llegar a Santiago de Chile, Samuel se da cuenta de que emigrar conlleva varios obstáculos con los que tiene que lidiar  a lo largo del camino para lograr su objetivo.

## Producción
El director de la película, Abner Ramírez, ha expresado que siempre ha querido hacer una película sobre su vida porque, a pesar de sufrir muchas adversidades, logró superarlas y lo logró, y que quería inspirar a los venezolanos que salen de su país en busca de un mejor vida. La película comenzó su producción en Santiago de Chile, siendo financiada de manera independiente, y tuvo un tiempo de producción aproximado de 6 meses.
Antes del estreno de la película, Ramírez buscó colaboraciones e ideas para terminar la producción, con la esperanza de estrenar la película lo antes posible y proyectarla en las salas de cine de América Latina.

## Elenco
- Gabriel Buitrago
- Abner Official
- Yroski Palacios
- Gretchell Loaiza
- Angibell Nichols
- Darwing Gonzalez